# Neleothymus vaderi
Neleothymus vaderi là một loài tò vò trong họ Ichneumonidae.